# Rio Marina
Rio Marina là một trong 8 xã tại đảo Elba thuộc tỉnh Livorno ở vùng Toscana, có khoảng cách khoảng 18 km với thủ phủ Portoferraio, 12 km với Porto Azzurro, 130 km về phía tây nam của Firenze và khoảng 80 km về phía nam của Livorno. Tại thời điểm ngày 28 tháng 2 năm 2015, đô thị này có dân số 2237 người và diện tích là 19,5 km².
Đô thị Rio Marina có các frazione (đơn vị cấp dưới) Cavo.
Rio Marina giáp các xã: Porto Azzurro, Rio nell'Elba.

## Vị trí

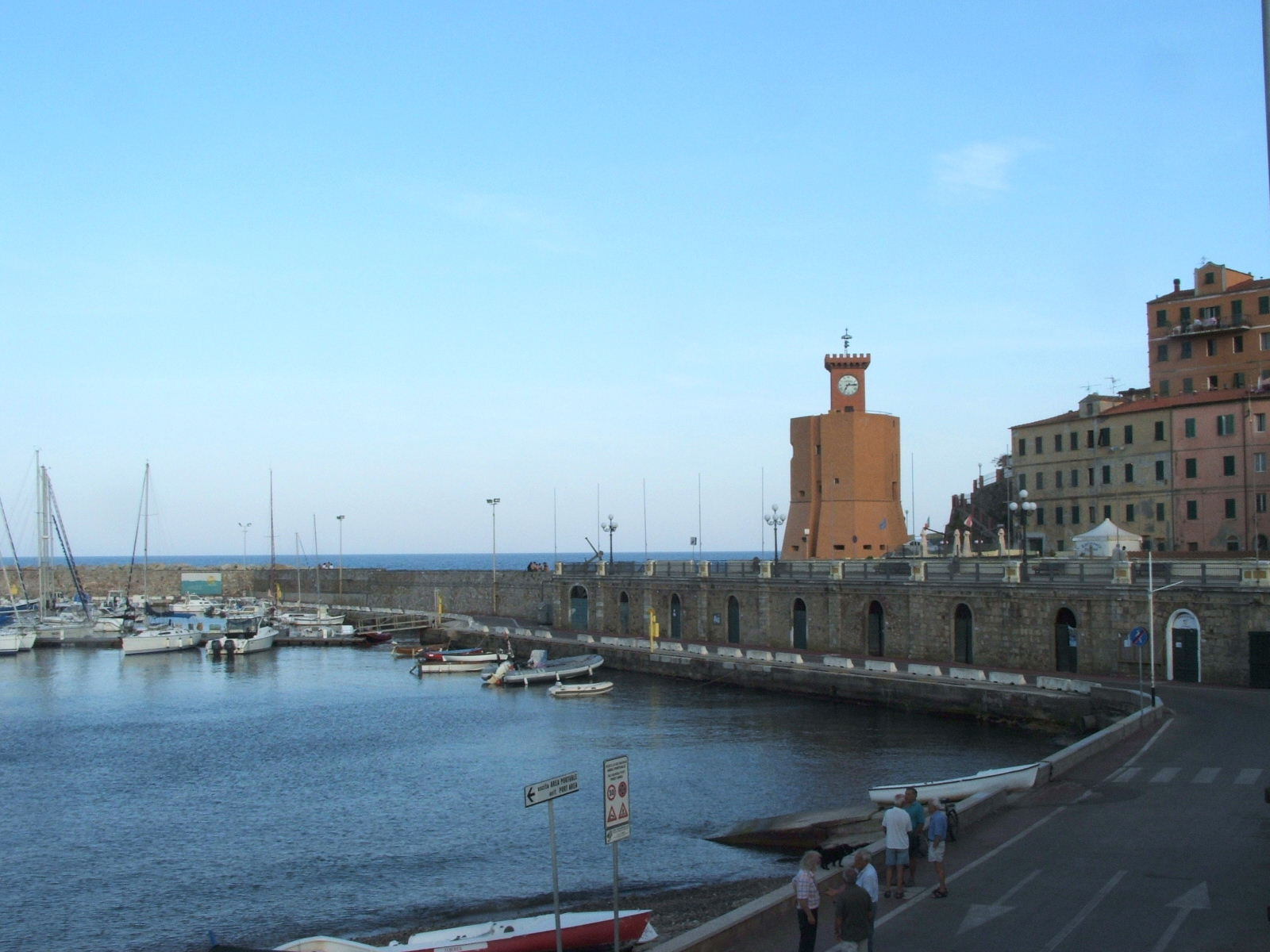
Hải cảng ở Rio Marina

Rio Marina (thị trấn chính) nằm ở bờ phía đông của Elba. các làng lân cận là Cavo cách 8 km ở phía bắc ở mũi phía bắc của đảo, Ortano 4,5 km về phía nam dọc theo bờ biển và Rio Nell'elba 3,5 km trong nội địa phía tây.